# Columelliaceae
Columelliaceae es una familia de angiospermas eudicotiledóneas perteneciente al orden de las bruniales. Incluye dos géneros, Columellia y Desfontainia, nativos del neotrópico y regiones tropicales del nordeste de Sudamérica. 

## Descripción
Son pequeños árboles o arbustos con hojas perennes de tamaño pequeño o medio, opuestas y simples con los márgenes enteros o dentados. Las flores son hermafroditas, solitarias o agrupadas en inflorescencias terminales. El fruto es una cápsula.

## Taxonomía
La familia fue descrita por David Don y publicado en Edinburgh New Philosophical Journal 6: 46, 49. 1828. El género tipo es: Columellia Ruiz & Pav. 